# Asimina spatulata
Asimina spatulata är en kirimojaväxtart som först beskrevs av Robert Kral, och fick sitt nu gällande namn av Daniel Bertram Ward. Asimina spatulata ingår i släktet Asimina och familjen kirimojaväxter. Inga underarter finns listade i Catalogue of Life.